# Premicon
Die Premicon AG mit Sitz in München war ein Anbieter geschlossener Fonds, hauptsächlich im Bereich der Flusskreuzfahrten und war auch Hauptaktionär der Köln-Düsseldorfer Deutsche Rheinschiffahrt. Außerdem legte Premicon auch Fonds im Bereich der Hochseekreuzfahrt (Astor) und Containerschifffahrt (z. B. Atlanticon) sowie Immobilien und Biodiesel auf.

## Unternehmen
Am Unternehmenssitz in München arbeiteten 18 Mitarbeiter (2008: 16; 2007: 11). Das Unternehmen erzielte 2008 einen Umsatz von 7,4 Millionen Euro (2007: 9,6 Mio. Euro) und wies auf Ende 2008 eine Bilanzsumme von 10,3 Millionen Euro aus (2007: 10,6 Mio. Euro). Das Unternehmen gab den Gesamtjahresumsatz für 2010 aller Gesellschaften, an denen die Premicon mitbeteiligt war, mit rund 165 Millionen Euro an. Den mit ca. 100 Millionen Euro größten Anteil hatte dabei die hundertprozentige Tochter Transocean Kreuzfahrten.
Zu über 98 Prozent (77 Prozent über Premicon direkt, 21 Prozent über Gesellschafter der Premicon) war Premicon ab Januar 2000 Muttergesellschaft der Köln-Düsseldorfer Deutsche Rheinschiffahrt. Die Premicon Biodiesel musste im Mai 2009 Insolvenz anmelden. Das Biodieselwerk wurde inzwischen an ein zu der Glencore-Gruppe gehörendes Unternehmen verkauft.
2016 kündigte die Premicon AG an, ihre Beteiligung an der KD AG abzustoßen. Seitdem zieht sich die Premicon AG aus ihren operativen Tätigkeiten zurück. Aktiv veröffentlichte sie seitdem auch keine Firmeninformationen mehr.
Am 6. Juli 2021 meldete die Premicon AG Insolvenz an, das Insolvenzverfahren lief ab demselben Jahr vor dem Insolvenzgericht Bremen. 2022 war die Liquidierung beendet.

## Flotte

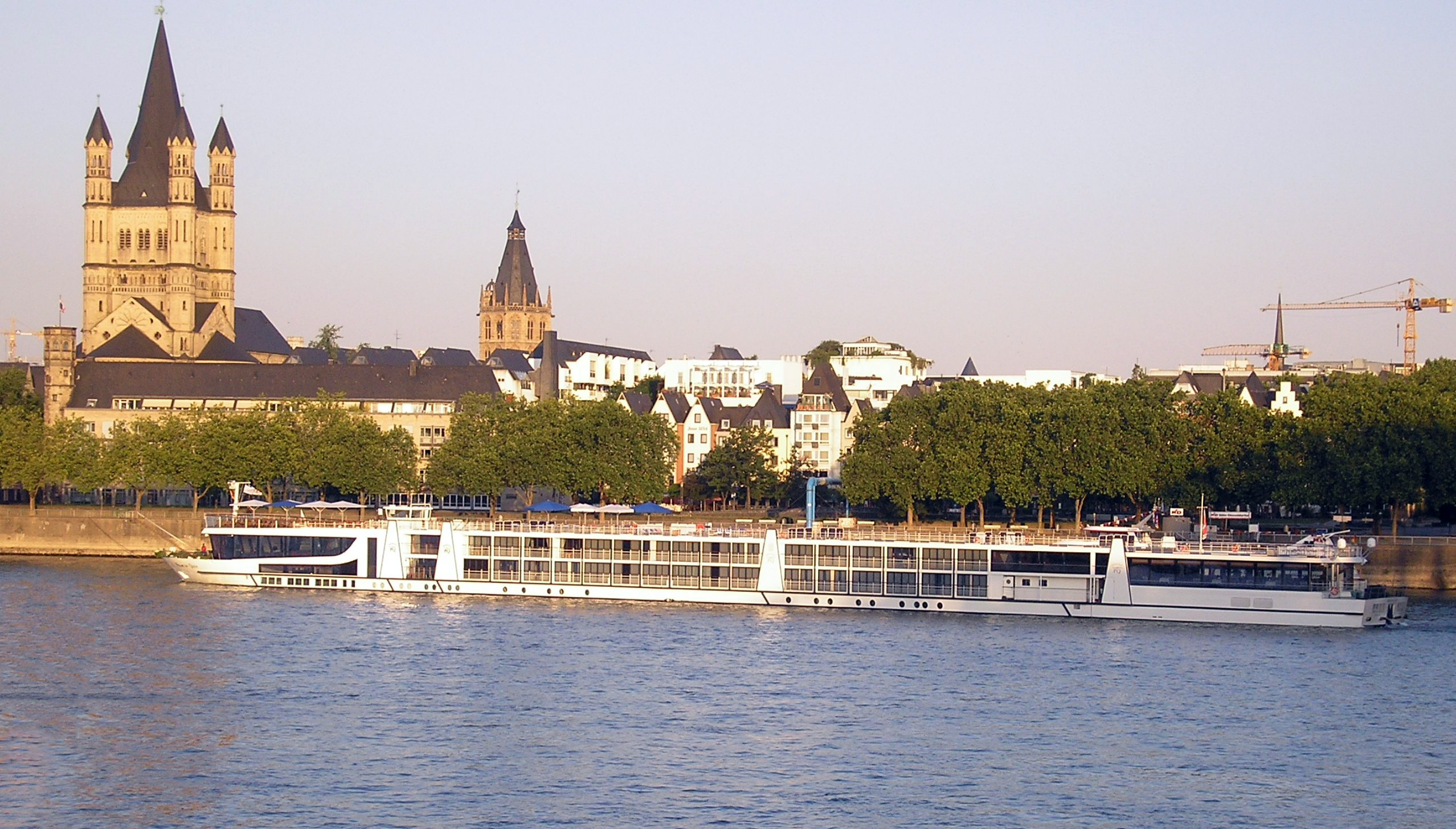
Premicon Queen in Köln (2008)

25 Flusskreuzfahrtschiffe waren bei Premicon im Einsatz. Viele der Schiffe wurden von der KD Cruise Services, Zypern bereedert, mit nautisch-technischem Personal besetzt und waren in Valletta auf Malta registriert. Das Servicepersonal wurde durch die schweizerisch-zyprische Gsell & Partner gestellt. Die meisten Schiffe wurden in der Time-Charter von Reiseveranstaltern (Avalon, Nicko Tours, TUI u. a.) eingesetzt. Das Hochseekreuzfahrtschiff Astor wurde durch die KD Bereederung in Bremen betrieben (Nautik/Technik). Durch langanhaltende wirtschaftliche Probleme beim Charterer Transocean hatte die Premicon im März 2013 große Umstrukturierungen sowohl bei der Vermarktung des Schiffes, als auch beim nautischen Management und Hotelmanagement angekündigt. Laut Prospekt war ursprünglich eine Charter durch Transocean durchgehend für 2010–2018 geplant.

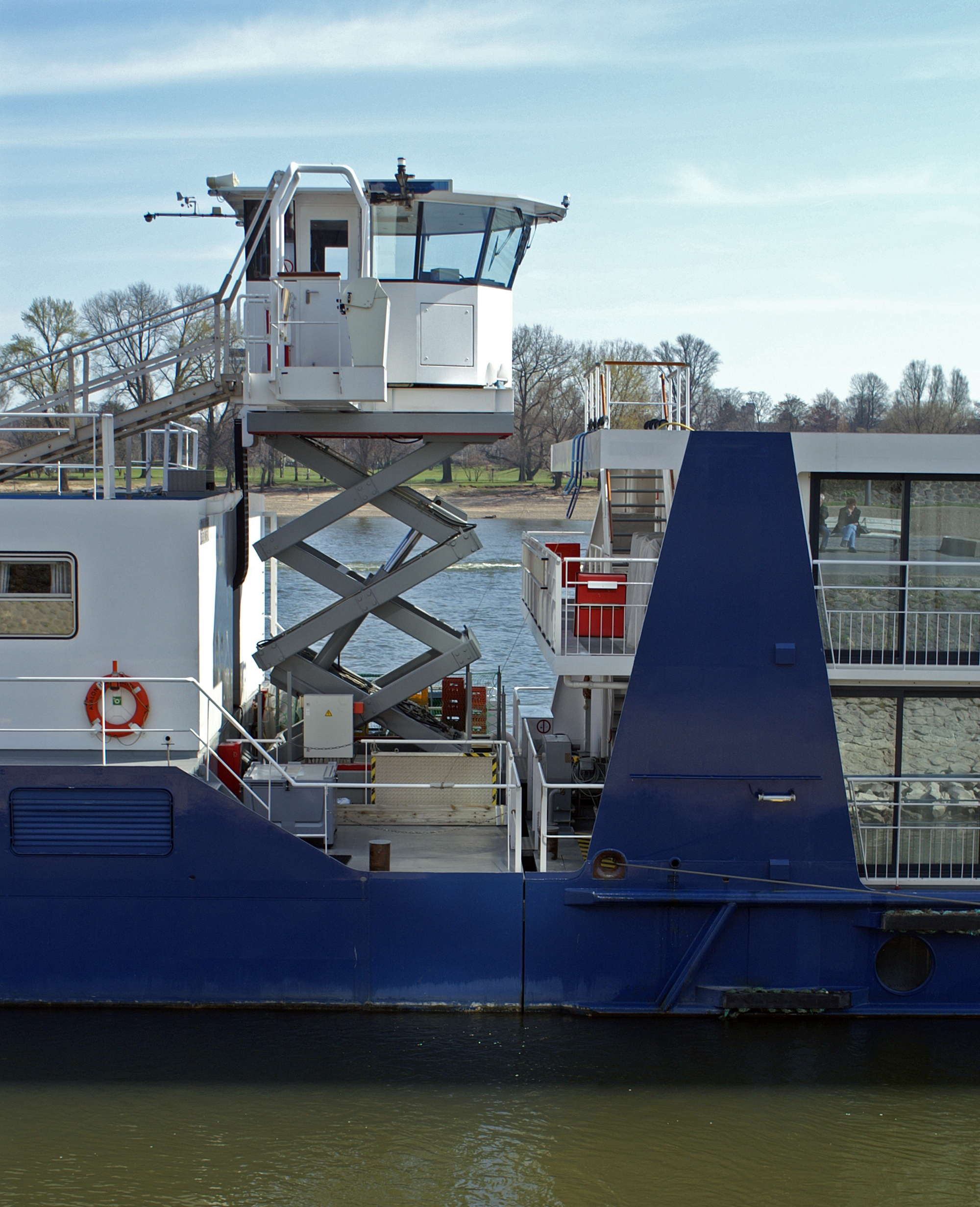
Bauliche Trennung bei TwinCruisern

Die Premicon entwickelte zusammen mit der Neptun Werft mit dem TwinCruiser einen neuen Flusskreuzfahrt-Schiffstyp, bei dem die achtern liegende Antriebseinheit baulich von der Fahrgasteinheit getrennt wurde. Diese Trennung hat zur Folge, dass keine Motorvibrationen übertragen werden. 